# Three 6 Mafia
Три сикс мафија (енг. Three 6 Mafia) америчка је хип-хоп група из Мемфиса, Тенеси. Основана је 1991. Постала је светски позназа по извођењу посебном поджанру хип-хопа, андерграунд хип-хопу. Свој дебитантски албум, група је издала 1995. под називом Mystic Stylez, који је временом постао култни класик. Издавали су музику под различитим кућама, а и имали су своју сопствену, Хипнотајз мајндс. 
Два њихова албума су сертификовани од стране Америчког удружења дискографских кућа: When the Smoke Clears: Sixty 6, Sixty 1 (2000) и Most Known Unknown (2005). Касније су представили свој хит сингл Stay Fly. Године 2006. група је освојила награду Оскар за најбољу оригиналну песму, на 78. додели, за своју песму It's Hard out Here for a Pimp из филма Хустле &amp; Флов . Последњи групни студијски албум, Last 2 Walk, објављен је 2008. године. Број светских проданих примерака албума групе Три сикс мафије, за 2016, износио је 5,5 милиона.
Гангста Боо је пронађена мртва у свом дому 1. јануара 2023. године, у 43. години. ДЈ Паул је потврдио њену смрт путем Инстаграма. Узрок смрти није одмах саопштен.

## Чланови
- Ди-џеј Пол (1991–2012)
- Џуси Џеј (1991–2012)
- Лорд Инфармус (1991–2013) (преминуо)
- Купста Кника (1994–2015) (преминуо)
- Гангста Бу (1995–2001)
- Кранчи Блек (1995–2006)

## Дискографија

### Студијски албуми
- Mystic Stylez (1995)
- Chapter 1: The End (1996)
- Chapter 2: World Domination (1997)
- When the Smoke Clears: Sixty 6, Sixty 1 (2000)
- Choices (2001)
- Da Unbreakables (2003)
- Choices II: The Setup (2005)
- Most Known Unknown (2005)
- Last 2 Walk (2008)

### Подгрупни албуми
- CrazyNDaLazDayz као Tear Da Club Up Thugs (1999)
- Watch What U Wish... као Da Mafia 6ix (2015)

### Колоборациони албуми
- Body Parts са Пропет посом (1998)
- Hypnotize Camp Posse са Хипнотајз кемп посом (2000)
- Dat's How It Happen to'M са Финдом (2002)
- Reindeer Games (As Da Mafia 6ix) са Инсејн клаун посом (2014)

## Филмографија

### Као глумци
- Choices: The Movie (2001)
- Choices II: The Setup (2005)
- Clean Up Men (2005)

### Као филмска музика
- Hustle & Flow (2005) - It's Hard Out Here For a Pimp је званична песма филма.
- Jackass 2 (2006) - Они су се појавили у филму, где плаћају Даве Енгланд-у 200 долара за јело коњског гноја.
- Роки Балбоа (2006) - It's a Fight је део званичног филмског саундтрека.
- Jackass 2.5 (2007)
- Кампања (2012) - Azz and Tittiez је део званичног филмског саундтрека.

### Телевизијске серије
- Adventures in Hollyhood (2007)
- Famous Food (2011)

### Телевизијски наступи
- Jackass (2002)
- Rap City (2003)
- Wildboyz Deep South (еп. 307) (2005)
- Flavor of Love (2006)
- MTV's Jamie Kennedy's Blowin' Up (2006) – епизода је банована
- The Simple Life (2006)
- Studio 60 on the Sunset Strip (2006) – епизода: Pilot
- WWE Friday Night SmackDown (2006) – група извела Some Bodies Gonna Get It
- Entourage (2006) – епизода: What about Bob?
- My Super Sweet 16 (2006) – музичари на журци
- MTV Cribs (2006) – 12. сезона, 7. епизода
- 1 vs. 100 (2006)
- Criss Angel Mindfreak (2006) – епизода: Celebrity Séance
- Rob & Big (2006)
- Punk'd (2006)
- MTV Spring Break (2007)
- Wrestling Society X (2007) – епизода #2
- Wild 'n Out (2007)
- The Andy Milonakis Show (2007)
- Mind of Mencia (2007) – 3. сезона, 2. епизода
- Beauty and the Geek (2007) – 2. епизода
- Numb3rs (2008)
- The Late Late Show with Craig Ferguson (2008)
- Paris Hilton's My New BFF (2. сезона) (2009) – епизода: Learn From Your Mistakes
- The Mo'Nique Show (2010) – група извела It's Hard Out Here For A Pimp
- Los Twiins (2010) – 4. епизода

### ДВД-еви
- Choices: The Movie (2001)
- Choices II: The Setup (2005)
- Clean Up Men (2005)
- Ultimate Video Collection (2006)

## Видео-игре
- Saint's Row – Who I Iz
- NFL Street – Who Gives a Fuck Where You From (Radio Edit)
- Fight Night Round 4 – Shove It (Three 6 Mafia Remix)
- WWE SmackDown vs. Raw 2007, WWE SmackDown vs. Raw 2008, WWE SmackDown vs. Raw 2009, WWE SmackDown vs. Raw 2010, WWE SmackDown vs. Raw 2011, WWE '12, WWE '13, WWE 2K14, WWE 2K15, WWE 2K16, WWE 2K17 и WWE 2K18 за Марк Хенријеву музику– Some Bodies Gonna Get It

## Признања и номинације
| Година | Признања                       | Категорија                                     | Рад                          | Исход      |
| ------ | ------------------------------ | ---------------------------------------------- | ---------------------------- | ---------- |
| 2006   | 78. додела Оскара              | Најбоља оригинална песма                       | It's Hard out Here for a Pim | Освојено   |
| 2006   | БЕТ награда                    | Најбоља група                                  | Три сикс мафија              | Номинација |
| 2006   | Награда МТВ ВМА                | Најбољи хип-хоп видео                          | Stay Fly                     | Номинација |
| 2006   | Награда МТВ ВМА                | Награда МТВ2                                   | Stay Fly                     | Номинација |
| 2007.  | Награда БЕТ                    | Најбоља група                                  | Три сикс мафија              | Номинација |
| 2008.  | Награда AMA                    | Најомиљенији реп/хип-хоп бенд, дуо или групу]] | Три сикс мафија              | Освојено   |
| 2009.  | Награда БЕТ                    | Најбоља група                                  | Три сикс мафија              | Номинација |
| 2010.  | Награда ИДМА                   | Најбоља хип-хоп плесна трака                   | Feel It                      | Номинација |
| 2012.  | Музичка дворана славних Мемфис | Свеукупно                                      | Три сикс мафија              | Освојено   |